# La Goleta (Málaga)

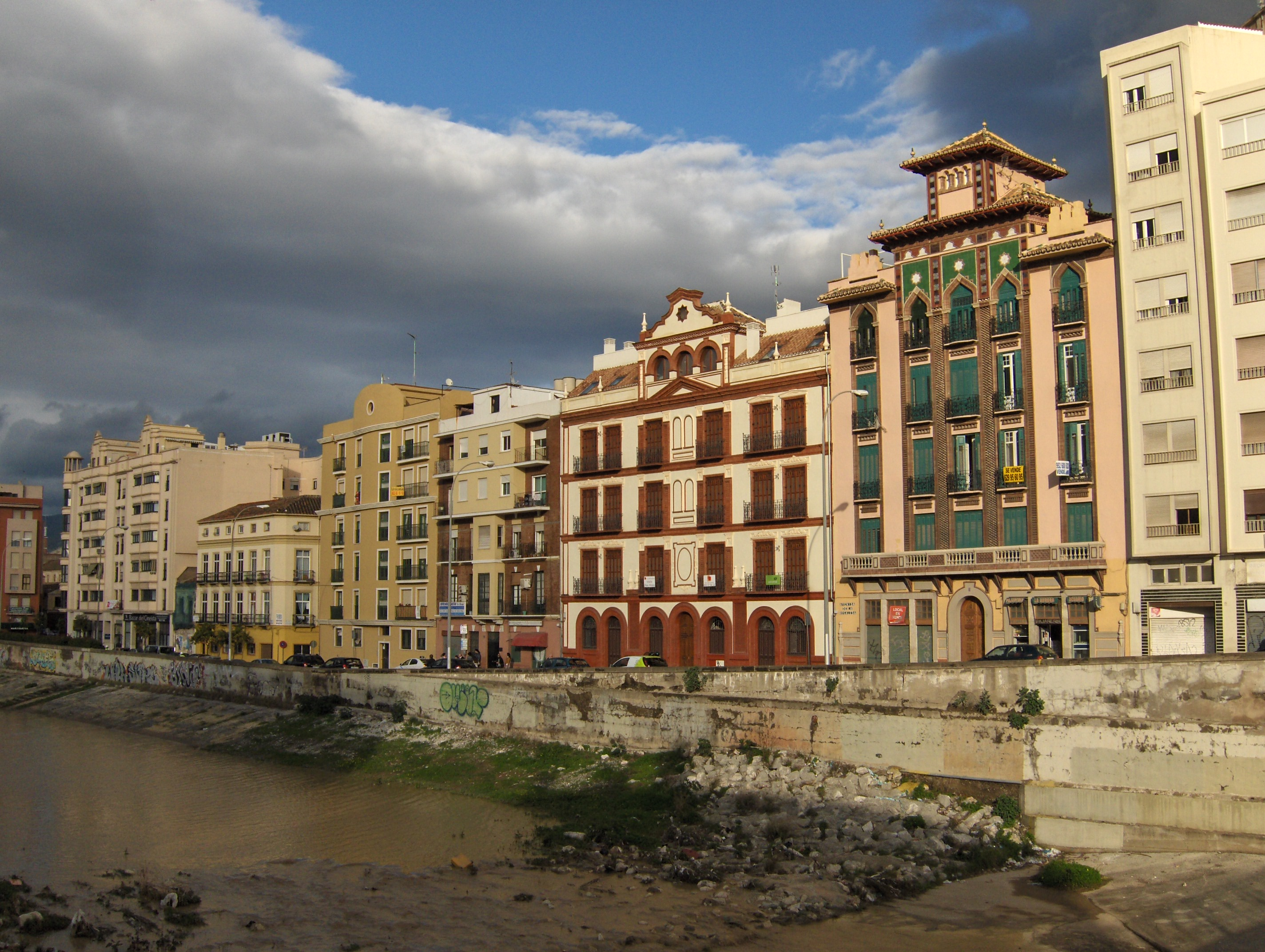
Frente fluvial de La Goleta.

La Goleta es un barrio que pertenece al distrito Centro de Málaga, España. Está situado inmediatamente al norte del centro histórico, del que lo separa la calle Carretería. Su límite occidental lo forma el cauce del río Guadalmedina, que separa a La Goleta del barrio de La Trinidad. Al norte limita con el barrio de El Molinillo, a la altura del Puente de Armiñán, y al este, con San Felipe Neri, del que lo separa la calle Ollerías. En 2007 tenía 3.074 habitantes.

## Historia
En esta zona es donde hacia el siglo XI se encontraba el arrabal de Funtanalla, arrabal de entrada a la ciudad que estaba conectado a la antigua medina por la puerta de Bab al-Funtanalla, que se documenta ya en 1082. Tomó su nombre actual de una escuela para enseñar a los marinos, que estaba situada en el barrio.

## Urbanismo
La Goleta es un barrio muy degradado y de cierto aire bohemio. Está experimentando un lento proceso de gentrificación

## Edificios y lugares notables
El barrio alberga el Convento de Carmelitas de San José, el Convento de las Mercedarias y el edificio del antiguo convento franciscano de San Luis el Real, que más adelante fue sede del Real Conservatorio María Cristina y hoy es la Sala María Cristina de la Fundación Unicaja.
También destacan la antigua cárcel de mujeres, convertida en cuartel de la policía local, los antiguos baños Álvarez y la conocida como chimenea la alemana, chimenea de la antigua central térmica de carbón de La Purificación, construida en 1896 e integrada posteriormente en la empresa Siemens Elektrische Betriebe (de donde recibe su nombre popular). Esta central fue la más importante de Andalucía en su día.

## Transporte

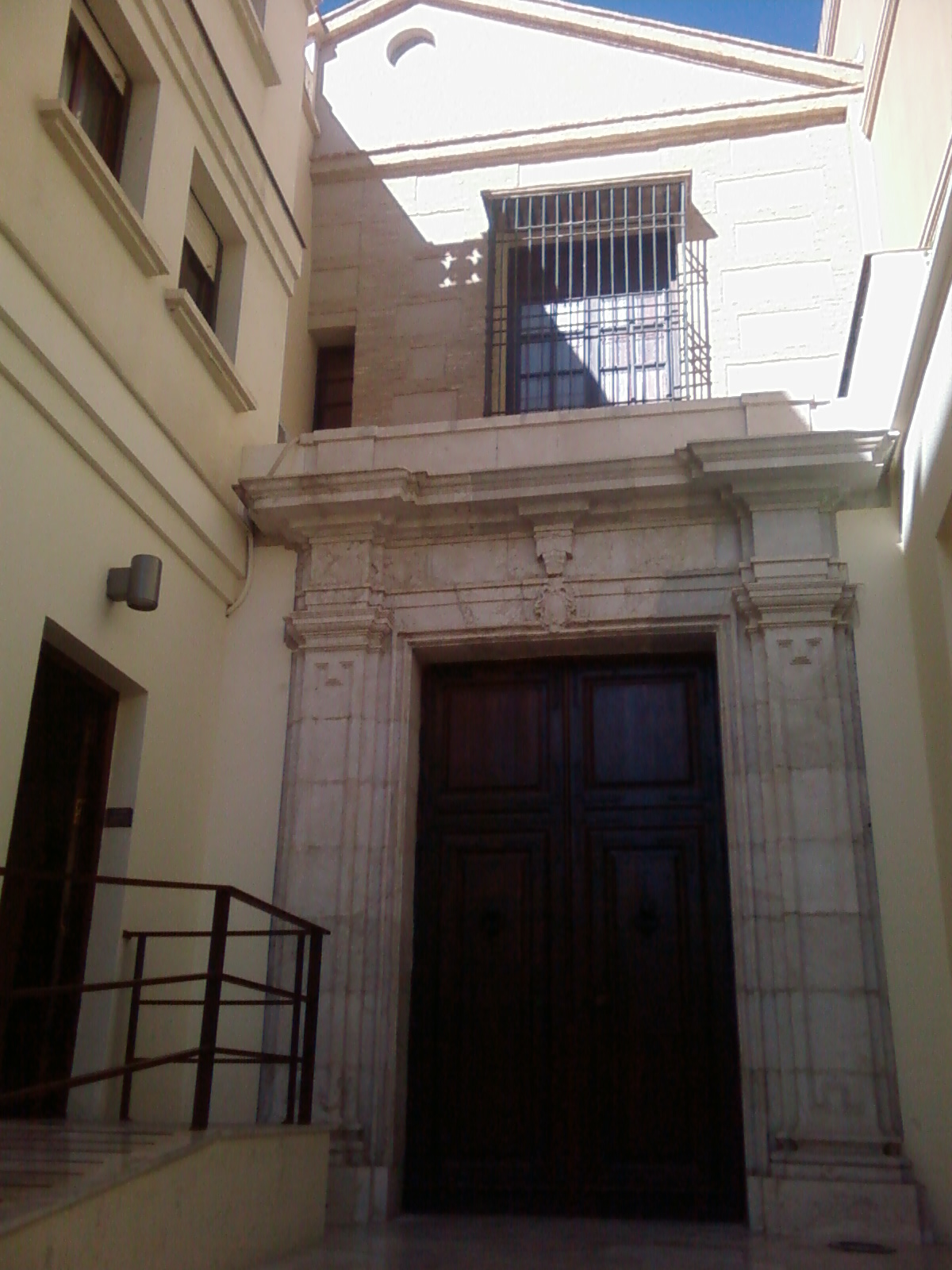
Fachada de la Sala María Cristina.

En autobús queda conectado con el resto de la ciudad mediante las siguientes líneas de la EMT: 
| Línea | Trayecto                                             | Recorrido | Frecuencia                              |
| ----- | ---------------------------------------------------- | --------- | --------------------------------------- |
| C1    | Circular 1                                           | Recorrido | 12 minutos                              |
| 2     | Alameda Principal - Ciudad Jardín (San José)         | Recorrido | 10-11 minutos                           |
| 17    | Alameda Principal - La Palma                         | Recorrido | 10 minutos                              |
| 26    | Alameda Principal - Alegría de la Huerta             | Recorrido | 15 minutos                              |
| 30    | Alameda Principal - Mangas Verdes                    | Recorrido | 45-50 minutos                           |
| 36    | Alameda de Colón - Conde de Ureña (Centro Histórico) | Recorrido | 60 minutos                              |
| 61    | Alameda Principal - Jardín Botánico La Concepción    | Recorrido | 60 minutos (Fines de semana y festivos) |